# Kinixys lobatsiana
Kinixys lobatsiana är en sköldpaddsart som beskrevs av  Anne Marie Power 1927. Kinixys lobatsiana ingår i släktet Kinixys och familjen landsköldpaddor. Inga underarter finns listade i Catalogue of Life.
Honor är med en cirka 200 mm lång sköld och en vikt upp till 1500 g större än hannar som har en ungefär 170 mm lång sköld och en vikt av 820 g. Sköldens grundfärg är brun med gula nyanser. Dessutom finns mönster på skölden som är tydligare hos sydliga populationer.
Arten förekommer i Botswana och Sydafrika. Denna sköldpadda lever i kulliga landskap och i bergstrakter mellan 800 och 1500 meter över havet. Den vistas i savanner, andra gräsmarker och buskskogar. Typiska växter tillhör släktena Acacia och Combretum. Födan utgörs av gröna växtdelar och frukter som kompletteras med skalbaggar, snäckor och mångfotingar. Kinixys lobatsiana är särskild aktiv under regntiden. Den bygger under hösten ett nästa för att lägga ägg.
Beståndet hotas av landskapsförändringar och bränder. Flera exemplar fångas för köttets skull eller för att hålla individen som sällskapsdjur. Arten använd även för ceremoniella ändamål. Enligt uppskattningar minskade hela populationen under 40 år före 2017 med 20 till 25 procent. IUCN listar arten som sårbar (VU).